# 威斯康辛州死刑制度
威斯康辛州在1853年廢除死刑。它是美國第二個廢除死刑的州，只有執行過一次死刑。
自從它在1848年加入美國成為第30個州之後，只有在1851年8月21日執行過一次約翰·麥卡佛瑞的绞刑，他是來自爱尔兰岛的農民，在基諾沙郡自家後院的水槽淹死他的妻子而被判一級謀殺罪。兩年後，它成為第一個一次性廢除所有死刑的州。
在2006年的公民投票顯示有百分之五十六的威斯康辛州選民支持恢復死刑，但是威斯康辛州議會並未立法通過以公投結果為基礎的相關法律。